# Vermonts flagga
Vermonts flagga antogs 1923. I mitten syns delstatens vapen.

## Äldre delstatsflaggor för Vermont

Green Mountain Boys Flag, Republiken Vermonts milisflagga.
1804-1837.
1837-1923.